# Ідацій
Ідацій (лат. Idatius, Idacius; б. 400 – б. 469) — єпископ в Акві Флавії (сучасний португальський Шавіш), римська провінція Галлеція. Був автором хроніки («Chronicon») свого власного часу, що дає нам найкращі свідчення з історії Піренейського півострова в п’ятому столітті. Хроніка стала продовженням праці Ієроніма Стридонського.

## Біографія
Ідацій народився в місті Лімія, що знаходиться на півночі сучасної Португалії.
У 407 році він здійснив подорож деякими містами Сходу. Він відвідав Александрію, Кіпр, Кесарію Палестинську, Єрусалим і Вифлеєм, де він побачив св. Ієроніма.
Ураховуючи те, що така поїздка була не з дешевих, припускається, що він або його сім'я володіли значними коштами, були представниками іспанської аристократії, а його батько, можливо, був державним службовцем.
У 416 році Ідацій прийняв сан священика, а в 427 році був висвячений на єпископа.
У 431 він здійснив подорож до Галлії для того, щоб побачитися з Аецієм, знаменитим політиком і воєначальником. Іспанський єпископ був допущений до переговорів з ним. Ідацій сподівався, що Аецій зможе зробити якісь кроки, щоб зупинити безперервні набіги свевів на Галлецію.
У 445 році він у співпраці з Туррібієм, єпископом Асторги і переслідувачем присціліан, проводив розслідування щодо маніхеїв, виявлених в Асторзі. Папа Лев I у своєму посланні про присцилінаство від 21 липня 447 року говорить про Ідація як про людину, яка підходить для організації іспанського, або хоча б галісійського синоду, який повинен був розглянути питання про цю єресь.
Пізніше, в 460 році, Ідацій був викрадений свевами в Акві Флавії і більше трьох місяців поспіль знаходився у них в полоні.
Приблизну дату смерті Ідація встановлюють по припиненню написання ним його хроніки.

## Хроніка Ідація
Fasti Idatani або Fasti Hispani (укр. Хроніка Ідація) є основним та найповнішим джерелом з історії Піренейського півострова в V столітті. Окрім того, хроніка цінна тим, що її автор був людиною того часу, який він описує.
Хроніка проливає світло на Іспанію, особливо на її північно-західну частину, тобто на Галісію, висвітлюючи все V століття аж до 469 року. У 469 році «Хроніка» закінчується, а іспанська історія залишається майже невідомою до кінця століття.
Основна мета Ідація у його хроніці — показати розбещенність громадянського суспільства в Західній Римській імперії і в Іспанії зокрема, він малює дуже похмуру картину життя п'ятого століття.
Оригіналу хроніки не збереглося, лише значно пізніша копія.

## Використання терміна «Іспанська Ера»
З великою ймовірністю Ідацій був першим, хто використав назву нового літочислення, що стало відомим як "Era Hispánica" ("Іспанська Ера"), початок якого припадає на 38 рік до н.е.
Важко точно сказати, чому ця дата була обрана як початкова. Незадовго до цього, в 40 р. до н. е., Іспанія, яка раніше перебувала у володіннях Лепіда, перейшла в сферу влади Октавіана, майбутнього першого імператора. Октавіанський намісник Гней Доміцій Кальвін отримав тріумф в Римі за свої перемоги в Іспанії в 39-37 рр. до н.е. Мабуть, його перемоги і дали підставу початку власного іспанського літочислення.